# Jean-Baptiste Waldner
Jean-Baptiste Waldner (né le 30 mars 1959) est un ingénieur, consultant et auteur français, connu pour des contributions dans le domaine du Computer Integrated Manufacturing, (CIM), de la modélisation d'entreprise,, de la nano-informatique et de l'intelligence ambiante,.

## Biographie
Ingénieur diplômé de Supelec (Promo 1986), de l'École nationale d'ingénieurs de Belfort et de l'Institut national des sciences et techniques nucléaires de Saclay, JB Waldner a été consultant chez Bull ou il fut expert en Computer Integrated Manufacturing (CIM) de 1986 à 1990. Il rejoint Deloitte en tant que senior manager puis Computer Science Corporation comme Senior Partner de 1993 à 1999. En 1999 il integre la Direction Generale du Groupe Carrefour comme directeur du programme de transformation IT et mise en œuvre des centres de services partagés (Shared Service Centers). En 2004, il fonde sa propre entreprise de conseil en management et technologie.

## Ouvrages
Les intérêts et publications de Waldner portent principalement sur la production intégrée par ordinateur (CIM,), les systèmes de planification MRP, les applications ERP,,, la nano-informatique et l'intelligence ambiante.
Pionnier d'une vision de l’entreprise étendue, il propose vers la fin des années 1980, avant l’avènement de l’internet, un modèle de logistique collaborative globale exploitant le concept de nomenclatures étendues appliquées à un système de planification MRP2 pour gérer la chaine complète de production et de distribution dans une chaine d'entreprises. Ce modèle préfigure le concept de CPFR ou Collaborative Planning, Forecasting and Replenishment, lancé en 1995 par Wal-Mart, Benchmarking Partners, SAP, IBM et Manugistics. Dès l'émergence du concept d'internet des objets, Waldner s’investit dans les perspectives d'application à la gestion de la chaîne logistique,,.
Dans ses publications, il défend l'idée que toute initiative de numérisation (digitalization) des processus industriels passe préalablement par une simplification ou rationalisation des organisations concernées,,,.
L'auteur annonce une rupture technologique fondamentale du monde informatique dans les années 2020-25 en considérant la limite physique de la miniaturisation des composants au silicium et la fatalité de la loi de Moore. Ce phénomène, conjugué à la demande en mobilité transformera la nature même de l'ordinateur conventionnel en un vaste réseau d'objets minuscules et hétérogènes qui impose une nouvelle vision du logiciel (codage unitaire plus simple mais agents beaucoup plus nombreux) pour passer de système centraux ou distribués à une intelligence en essaim (i.e. des "systèmes dilués"), dont les nœuds se compteront par milliards, (L'auteur remarque qu'un être humain est en interaction avec 1000 à 5000 objets au cours d'une journée normale, A maturité, le marché des objets connectés pourrait s'établir entre quelques dizaines de milliards et jusqu'à plusieurs milliers de milliards d'unités).
Waldner porte un intérêt prepondérant aux interfaces homme-machine dans les systèmes numériques et considère que l‘évolution des machines informatiques et celle des solutions qu’elles apportent, dépendront fondamentalement des progrès de ces interfaces.

## Publications
- CIM, les nouvelles perspectives de la production, Dunod-Bordas, 1990  (ISBN 978-2-04-019820-6)[31],[32]
- CIM: Principles of Computer-Integrated Manufacturing, John Wiley & Sons, 1992  (ISBN 0-471-93450-X)[33],[34].
- Nano-informatique – Inventer l’ordinateur du XXIe siècle, Hermès Science, London, 2007  (ISBN 978-2-7462-1516-0)[35]
- Nanocomputers & Swarm Intelligence, ISTE, London, 2007  (ISBN 978-1-84821-009-7)[36]